# Neosodon
Neosodon (wat 'nieuwe tand' betekent) is een geslacht van uitgestorven sauropode dinosauriërs uit het Laat-Tithonien (Laat-Jura) van Sables et Gres a Trigonia gibbosa van het Départment du Pas-de-Calais in Frankrijk. Het heeft nooit formeel een soortnaam gekregen, maar wordt vaak vermeld als Neosodon praecursor, wat eigenlijk van een ander dier komt. In het verleden was het vaak toegewezen aan de prullenbak-taxon Pelorosaurus, maar heronderzoek heeft gesuggereerd dat het gerelateerd zou kunnen zijn aan Turiasaurus, een ongeveer gelijktijdige gigantische Spaanse sauropode. Het is alleen bekend van zes tanden.

## Geschiedenis en taxonomie
Moussaye noemde dit geslacht naar een grote, gebroken, versleten tand gevonden in Wimille, nabij Boulogne-sur-Mer, en verzuimde er een soortnaam aan te geven. Hij dacht dat het toebehoorde aan een theropode zoals Megalosaurus. Sindsdien zijn er nog vijf tanden gevonden en toegewezen aan Neosodon. Het holotype is MHNB BHN2R 112, de oorspronkelijke tand.
Sauvage maakte het synoniem aan zijn tandsoort Iguanodon praecursor, die tegen die tijd was vermengd met Edward Drinker Copes ongeveer gelijktijdige Amerikaanse geslacht Caulodon (nu een synoniem van Camarasaurus) uit de Morrison-formatie. De twee zijn echter niet gebaseerd op hetzelfde type als Iguanodon praecursor, die komt uit iets oudere rotsen: dezelfde naamloze formatie als Morinosaurus uit het Kimmeridgien. Eerdere recensies (Romer, 1956; Steel, 1970) accepteerden het als een synoniem van Pelorosaurus en beschouwden het als een mogelijke brachiosauride.
In de jaren negentig publiceerden Franse onderzoekers over nieuwe camarasauride botten uit dezelfde formatie. Aanvankelijk suggereerden Buffetaut en Martin (1993) dat ze tot Neosodon praecursor behoorden, maar Le Loeuff et al. (1996) verwierp dit later, aangezien Neosodon slechts op enkele tanden is gebaseerd, die het nieuwe materiaal niet overlapten. De laatste recensie accepteerde zowel Neosodon als Iguanodon praecursor als dubieuze sauropoden. Royo-Torres et al. (2006) merkten in hun beschrijving van Turiasaurus op dat deze tand vergelijkbaar was met die van hun geslacht en suggereerden dat het Turiasaurus zou kunnen zijn.

## Paleobiologie
De tanden die naar Neosodon worden verwezen, zijn groot (zestig millimeter lang) en hebben een diameter van vijfendertig bij twintig millimeter (in onvolledige staat, geschat op tachtig millimeter lang indien compleet) en zijn lansvormig of spatelvormig van vorm. De eigenaar zou een grote, viervoetige herbivoor zijn geweest.